# نیکولای کوزنتسوف (بازیکن واترپلو)
نیکولای کوزنتسوف (ترکی آذربایجانی: ?؛ ۲۵ آوریل ۱۹۳۱ – ۳۰ اوت ۱۹۹۵) بازیکن واترپلو اهل اتحاد جماهیر شوروی سوسیالیستی بود.